# 鎮守府將軍
鎮守府將軍（日语：／）是日本在奈良時代至平安時代期間所設的一個令外官，職掌陸奧國北方的防務，在續日本紀中稱為「鎮守將軍」或「陸奧鎮守將軍」。平安時代初期，鎮所遷離當時的陸奧國府多賀城，並形成更為獨立的「鎮守府」，於是「鎮守府將軍」才逐漸變成定稱。
鎮守府將軍原本為四、五位左右的品秩，後來因為職要權重，被視為武門的榮職，所以自源經基開始，清和源氏出身的源氏大將都曾出任過鎮守府將軍。在源賴朝出任征夷大將軍並建立武家政權鎌倉幕府後，鎮守府將軍在實質上被廢除。鎌倉時代結束後，政權回歸到後醍醐天皇，建武新政中規劃重新恢復鎮守府將軍，並由年少的陸奧守北畠顯家出任。同時在北畠顯家的父親北畠親房的奏請下，當鎮守府將軍由官等三位以上的公卿出任時，特以「鎮守大將軍」稱之。

## 沿革
孝德天皇於645年（大化元年）即位後開始實行大化革新，日本的政權體制也逐漸從原本的大和王權過渡成律令國家。為了鎮壓陸奧國的蝦夷，日本朝廷會派遣將軍前往該地掌管防務。當時對於該將軍的稱號皆有所不同，如「陸奧鎮東將軍」、「持節征夷將軍」、「征夷持節大使」等，至729年（天平元年）武將大野東人出任首任將軍時才將稱號統一成「鎮守將軍」。鎮守府（初期稱為「陸奧鎮所」）的制度也大約在此時期趨於完善。
奈良時代，鎮守府與陸奧國國府同樣設置於多賀城（現宮城縣多賀城市內）。802年（延曆21年），征夷大將軍坂上田村麻呂在現今的岩手縣奧州市水澤區興建膽澤城，並將鎮守府移至該城。當時的鎮守將軍多半兼任陸奧及出羽國的按察使和陸奧國守，例如初任鎮守將軍大野東人。9世紀以後，陸奧、出羽兩地的按察使逐漸改由朝廷中央的上級貴族擔任，鎮守將軍兼任陸奧國守的狀況也在10世紀後消失。
10世紀初任鎮守府將軍的人中多為當時具有聲望的武人，如藤原北家魚名流藤原利仁和藤原秀鄉、平高望（桓武天皇曾孫）之子平國香，以及平國香長子平貞盛等。其中藤原利仁、藤原秀鄉與平國香在日後成為藤原氏利仁流、秀鄉流及坂東平氏等著名武士門流的始祖。當時名聲顯赫的武人會被任命為負責對抗蝦夷的鎮守府將軍，而與蝦夷交戰的經驗培育出中世紀武士獨特的戰鬥方式和風氣，並且最終形成以職業戰士為身份的武士家系。
11世紀後半發生的前九年之役和後三年之役使鎮守府將軍再度出現兼任陸奧守的慣例。開啟此先例的是前九年之役中的陸奧守源賴義，之後出羽國的俘囚首長清原武則及清原貞衡也先後出任鎮守府將軍，使兼任的慣例一度中斷。而自1099年（康和元年）的中村實宗（藤原實宗）至1176年（安元2年）的藤原範季中，每一位鎮守府將軍均兼任陸奧守。但因為鎮守府的行政實權已轉移至出羽清原氏及陸奧國平泉的奧州藤原氏手中，使鎮守府將軍的官職形同虛設，並最終併入陸奧守負責的職務中。
鎮守府將軍一職直至14世紀後醍醐天皇實行建武新政時期才短暫恢復。1333年（元弘3年），後醍醐天皇任命足利尊氏擔任鎮守府將軍。1335年（建武2年）足利尊氏發動延元之亂後，後醍醐天皇於同年11月日任命陸奧守北畠顯家兼任鎮守府將軍，其職也被稱作「鎮守大將軍」；而北畠顯家之弟北畠顯信則是日本史料中記載的最後一位鎮守府將軍。同時根據南朝公卿北畠親房的『職原抄』記載，鎮守大將軍是擔任該職位的將軍品秩達三位時才會有的稱呼。

## 歷代鎮守府將軍
此列表為曾出任鎮守府將軍的可考證之武人:
| 姓名         | 就任日期                                  | 兼任官職與品秩                |
| ------------ | ----------------------------------------- | ----------------------------- |
| 大野東人     | 729年（天平元年）                         | 陸奧國按察使/從四位下         |
| 大伴古麻呂   | 757年（天平勝寶9歲）                      | 左大弁/正四位下               |
| 田中多太麻呂 | 764年9月（天平寶字8年）                   | 陸奧守/從四位下               |
| 坂上苅田麻呂 | 770年（寶龜元年）                         | 正四位下                      |
| 佐伯三野     | 不詳，約為771年（寶龜2年）                | 陸奧守/從四位下               |
| 大伴駿河麻呂 | 不詳，約為773年（寶龜4年）                | 陸奧國按察使・陸奧守/正四位下 |
| 大伴家持     | 782年6月（天應2年）                       | 陸奧國按察使・春宮大夫/從三位 |
| 百濟王俊哲   | 不詳，約為782年至788年（延曆年間）        | 不詳                          |
| 多治比宇美   | 788年2月（延曆7年）                       | 陸奧國按察使・陸奧守/正五位下 |
| 坂上田村麻呂 | 796年10月（延曆15年）                     | 近衛少將/從四位下             |
| 佐伯耳麻呂   | 809年1月（大同4年）                       | 從五位下                      |
| 坂上淨野     | 819年（弘仁10年）                         | 正六位上                      |
| 物部匝瑳熊猪 | 834年5月（承和元年）                      | 原主殿允/外從五位下           |
| 匝瑳末守     | 不詳，約為834年至840年（承和年間）        | 外從五位下                    |
| 御春濱主     | 840年1月（承和7年）                       | 從五位下                      |
| 坂上當宗     | 846年2月（承和13年）                      | 陸奧介/從五位下               |
| 伴三宗       | 851年1月（仁壽元年）                      | 從五位下                      |
| 文室道世     | 854年8月（齊衡元年）                      | 原右近衛將監/從五位下         |
| 小野春枝     | 856年2月（齊衡3年）                       | 從五位下                      |
| 坂上當道     | 859年1月（貞觀元年）                      | 陸奧守/從五位下               |
| 小野春枝     | 860年2月（貞觀2年）                       | 從五位下                      |
| 文室甘樂麻呂 | 865年1月（貞觀7年）                       | 原陸奧介/從五位下             |
| 御春岑能     | 868年1月（貞觀10年）                      | 從五位下                      |
| 安倍比高     | 不詳，約872年至878年（貞觀14年至元慶2年） | 從五位下                      |
| 小野春風     | 878年6月（元慶2年）                       | 從五位下                      |
| 安倍三寅     | 884年3月（元慶8年）                       | 原左馬助/從五位上             |
| 御春種實     | 886年1月（仁和2年）                       | 散從五位下                    |
| 藤原利仁     | 約915年（延喜15年）                       | 不詳                          |
| 平國香       | 約915年以後                               | 不詳                          |
| 平良將       | 不詳                                      | 不詳                          |
| 藤原秀鄉     | 約940年（天慶3年）                        | 從四位下                      |
| 平貞盛       | 約940年以後                               | 從五位上                      |
| 源滿政       | 不詳                                      | 不詳                          |
| 藤原兼光     | 約1012年前（長和元年）                    | 不詳                          |
| 平維良       | 約1014年以後（長和3年），且出任兩次       | 不詳                          |
| 平永盛       | 1018年（寬仁2年）                         | 不詳                          |
| 藤原賴行     | 1022年（治安2年）                         | 不詳                          |
| 源賴信       | 約1031年以後（長元4年）                   | 不詳                          |
| 源頼義       | 1053年（天喜元年）                        | 陸奧守                        |
| 清原武則     | 1063年（康平6年）                         | 從五位下                      |
| 清原貞衡     | 約1070年                                  | 不詳                          |
| 源義家       | 1083年（永保3年）                         | 陸奧守                        |
| 藤原實宗     | 約1099年（康和元年）                      | 不詳                          |
| 藤原基賴     | 1104年（長治元年）                        | 陸奧守/正五位下               |
| 橘以綱       | 1113年（永久元年）                        | 不詳                          |
| 藤原秀衡     | 1170年5月（嘉應2年）                      | 從五位下                      |
| 藤原範季     | 1176年（安元2年）                         | 不詳                          |
| 足利尊氏     | 1333年（元弘3年）                         | 原左兵衛督/從四位下           |
| 北畠顯家     | 1335年（建武2年）                         | 陸奧守/從二位                 |
| 北畠顯信     | 1338年（延元3年）                         | 陸奥介                        |